# Jens Berthelsen
Jens Ole Haldorff Berthelsen (ur. 17 grudnia 1890 w Kopenhadze, zm. 28 października 1961 tamże) – szermierz reprezentujący Danię, uczestnik letnich igrzysk olimpijskich w 1912, 1924 i 1928.
Jego ojciec Jens Peter Berthelsen również reprezentował Danię jako szermierz podczas letnich igrzysk olimpijskich 1900.